# Юлий Обсеквент
Ю́лий Обсе́квент (лат. Iulius Obsequens) — древнеримский писатель, автор сочинения «О чудесных явлениях».
О жизни Обсеквента ничего не известно. Предполагается, что он жил в IV веке. Теодор Моммзен предположил, что Обсеквент был христианином, однако в настоящее время, напротив, считается, что Юлий был язычником, а его книга — это отражение религиозной полемики IV века.
Единственное из сохранившихся сочинений Обсеквента — «О чудесных явлениях» (лат. Prodigiorum liber или Liber de prodigiis) — представляет собой перечисление всех предзнаменований в римской истории и основано на сведениях «Истории от основания города» Тита Ливия. Скорее всего, Обсеквент использовал уже не оригинальный текст сочинения Ливия, а какое-то сокращение, которое условно называют Chronicon. Особый интерес «О чудесных явлениях» представляет благодаря тому, что книги Ливия, описывающие события конца II—I веков до н. э., не сохранились. Сокращения Обсеквента же содержат некоторую информацию о событиях 190—12 до н. э.
Рукописи сочинения Обсеквента до наших дней не сохранились, но они существовали в начале XVI века. По одной из них в Венеции в 1508 году «О чудесных явлениях» издал известный книгопечатник Альд Мануций.